# Front national de libération du peuple karenni

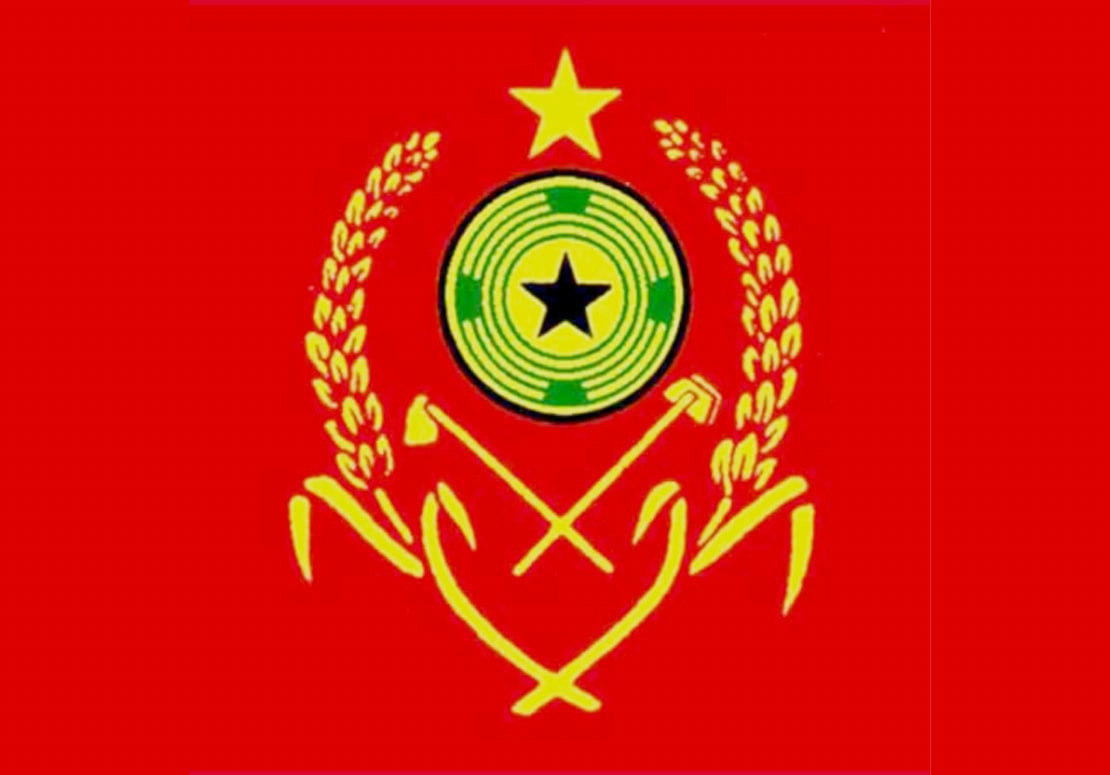
Drapeau du Front national de libération du peuple karenni.

Le Front national de libération du peuple karenni (KNPLF) est un groupe d'insurgés communistes et nationalistes karenni actifs dans l'État de Kayah, en Birmanie. Il accepte de devenir une force de garde-frontières parrainée par le gouvernement le 8 novembre 2009, bien qu'il reste actif sous le nom de KNPLF. À partir du 13 juin 2023, il décide de changer de camp pour rejoindre l'Armée Karen de libération nationale (KNLA), l'Armée Karenni (en)(KA), la Force de défense des nationalités karenni (KNDF) et la Force de défense du peuple (PDF) et de combattre le régime militaire.

## Histoire
Le KNPLF est formé en 1978, lorsqu'un groupe de combattants de gauche se sépare de l'armée karenni en raison de différences idéologiques. En 1983, sous la direction du CPB, le KNPLF, aux côtés du Parti de la Nouvelle Terre de Kayan (en) et de l'Organisation de libération nationale de l'État shan, forme le commandement régional central. Le groupe maintient des liens étroits avec le Parti communiste de Birmanie (CPB), recevant une formation, des fournitures et un soutien armé de ce groupe jusqu'au désarmement de ce dernier en 1989.
En 1989, un accord de cessez-le-feu est négocié entre le Conseil d’État pour la restauration de la loi et de l’ordre (SLORC) et le KNPLF, qui est finalisé en 1994. Le groupe aide depuis les soldats du gouvernement à combattre d'autres groupes armés insurgés, notamment l'armée karenni, et le 8 novembre 2009, le groupe accepte de se transformer en une "force de garde-frontière".
Le KNPLF est accusé par le passé d'avoir utilisé des enfants soldats et des mines terrestres, un enfant soldat nommé Koo Reh ayant déclaré à l'âge de 13 ans :

« Je regardais le film [au cinéma] et il [le recruteur] s'est assis et m'a parlé. Il m'a dit que si je m'engageais, je serais heureux et recevrais un salaire et un uniforme. Je ne me souviens pas de son nom mais il était du KNPLF. J'ai accepté de m'engager. Il a parlé à de nombreuses personnes dans la salle de cinéma, une par une, 20 ou 25 personnes, des adultes, des femmes, des garçons. Environ six personnes l'ont accompagné. Les plus âgés avaient 16 ou 17 ans, les plus jeunes 11, 12 ou 13 ans. Je suis rentré chez moi mais je n'ai rien dit à ma mère, puis je suis parti avec lui. »

### Événements récents
Quatre soldats du KNPLF/BGF sont assassinés aux côtés d'au moins 45 civils lors du massacre de Mo So commis par l'armée birmane la veille de Noël 2021. Le personnel du KNPLF/BGF tente de négocier avec les soldats de l'armée birmane pour les empêcher de brûler vifs des civils, mais est assassiné d'une balle dans la tête,,.
Le KNPLF reçoit également des armes de la puissante United Wa State Army (UWSA) après le coup d'État militaire et serait impliqué dans des efforts de résistance contre l'armée birmane malgré sa réforme en tant que force de garde-frontières. Chit Tun, un membre haut placé du KNPLF, est nommé l'un des deux vice-ministres des Affaires de l'Union fédérale au sein du Gouvernement d'unité nationale (NUG), un gouvernement parallèle formé par des législateurs élus et des membres du parlement évincés lors du coup d'État. Le KNPLF annonce son soutien au NUG et certains membres de rang inférieur du KNPLF combattent aux côtés des Forces de défense des nationalités karenni contre l'armée birmane,.
En juin 2023, le KNPLF fait ouvertement défection aux forces anti-junte et rejoint l'Armée karenni, la Force de défense des nationalités karenni, l'Armée Karen de libération nationale et la force de défense du peuple et commence à attaquer les positions militaires birmanes. Les forces de résistance combinées prennent les avant-postes de la junte et prennent le contrôle du township de Mese dans l'État de Kayah oriental.